# Баранкуе
Баранкуе (фр. Barrancoueu) насеље је и општина у јужној Француској у региону Миди Пирене, у департману Горњи Пиринеји која припада префектури Бањер де Бигор.
По подацима из 2011. године у општини је живело 33 становника, а густина насељености је износила 8,68 становника/km². Општина се простире на површини од 3,8 km². Налази се на средњој надморској висини од 900 метара (максималној 1691 m, а минималној 784 m).

## Демографија
| 1962. | 1968. | 1975. | 1982. | 1990. | 1999. | 2011. |
| ----- | ----- | ----- | ----- | ----- | ----- | ----- |
| 14    | 28    | 25    | 21    | 30    | 36    | 33    |

График промене броја становника у току последњих година